# Sylwester Maciejewski

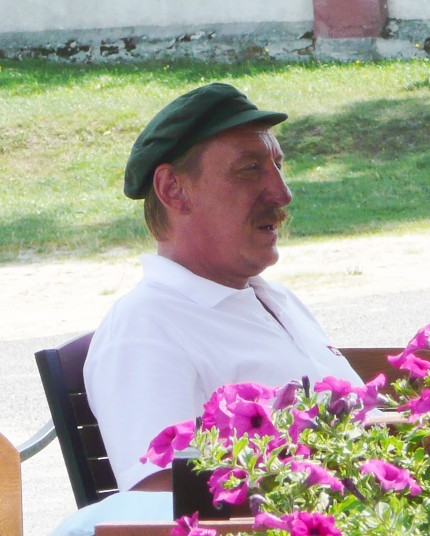
Sylwester Maciejewski na planie filmu Ranczo Wilkowyje

Maciej Sylwester Maciejewski (ur. 10 lipca 1955 w Żyrardowie) – polski aktor filmowy.

## Życiorys
W 1978 ukończył studia w Państwowej Wyższej Szkole Teatralnej w Warszawie. W latach 1978–1979 występował w kabarecie „ZAKR”. W latach 1978–1987 był aktorem Teatru Komedia w Warszawie. Dorabiał, handlując zabawkami i winem oraz pracując jako akwizytor odkurzaczy. Od 1987 jest aktorem Teatru Powszechnego w Warszawie.
W filmie zadebiutował w 1977 epizodyczną rolą więźnia na Pawiaku w telewizyjnym filmie Ostatnie okrążenie. Powszechną rozpoznawalność zdobył dzięki roli Macieja Solejuka w serialu Ranczo (2006–2009, 2011–2016).
Ma pięć sióstr. Mieszka na warszawskich Bielanach. Jego żoną była Barbara Kryda-Maciejewska (zmarła w 2019), tancerka Teatru Wielkiego w Warszawie. Ma córkę Milenę.

## Filmografia
- 1977: Ostatnie okrążenie jako więzień na Pawiaku
- 1978: Bez znieczulenia jako student Michałowskiego
- 1979: Przyjaciele jako Grzegorz Śliwek (odc. 1)
- 1980: Misja jako tajniak
- 1980: Kto Za? jako robotnik
- 1981: Wielka majówka jako złodziej kaloryferów
- 1981: Ślepy bokser jako woźnica Józefek
- 1981: Przypadek jako działacz ZSMP
- 1981: Konopielka jako żołnierz na motorówce
- 1981: Białe tango jako Edward Radziejewski, syn Stanisława (odc. 8)
- 1982: Śpiewy po rosie jako Bronek
- 1983: Kasztelanka jako pastuch Stasiek
- 1983: Alternatywy 4 jako pan młody (odc. 8)
- 1984: Miłość z listy przebojów jako celnik
- 1984: Lato leśnych ludzi jako Antek Januszko „Pantera”, brat „Rosomaka”
- 1984: 07 zgłoś się jako wywiadowca obserwujący Olszańską i Skotnickiego w „Victorii” (odc. 17)
- 1985: Siekierezada jako zabijaka na zabawie
- 1985: Kukułka w ciemnym lesie jako esesman Knopke
- 1985: Greta jako Polak
- 1985: Dłużnicy śmierci jako chłop zatrzymujący ciężarówkę
- 1986: Weryfikacja jako mężczyzna grający w karty z Furmaniakiem
- 1987: Opowieść Harleya jako milicjant
- 1987: Krótki film o zabijaniu jako brat Jacka
- 1987: Dorastanie jako kierowca (odc. 3)
- 1987: Brawo, mistrzu jako kierowca Miecio
- 1988: Zmowa jako kierowca Boguś Witkowski
- 1988: Dekalog V jako brat Jacka
- 1989: Po upadku. Sceny z życia nomenklatury jako uczestnik polowania
- 1990: Zabić na końcu (obsada aktorska)
- 1990: W piątą stronę świata (obsada aktorska)
- 1991: Rozmowy kontrolowane jako robotnik ucztujący w baraku
- 1991: Panny i wdowy (serial) jako strażnik w Lechicach (odc. 5)
- 1991: Panny i wdowy jako strażnik w Lechicach
- 1993–1994: Zespół adwokacki jako Marian Rawik, klient mecenas Siudy (odc. 4 i 7)
- 1993: Lazarus jako Golt
- 1993: Kraj świata jako milicjant przy grupie czekającej na cud
- 1993: Czterdziestolatek. 20 lat później (obsada aktorska; odc. 1)
- 1994: Szczur jako „Janosik”, mieszkaniec podziemia
- 1994: Bank nie z tej ziemi jako mężczyzna reperujący trabanta (odc. 13)
- 1995: Sukces jako celnik na przejściu w Olszynie (odc. 4)
- 1995: Pestka jako konduktor w pociągu, którym Teresa jedzie do sanatorium
- 1997: Kochaj i rób co chcesz jako Jordan
- 1997–1999: Klan jako właściciel mieszkania wynajmowanego przez Teresę Drabik
- 1998: 13 posterunek jako strażnik miejski (odc. 26)
- 1999: Wszystkie pieniądze świata jako pan Florek
- 1999: Policjanci jako mechanik, kolega Basiaka (odc. 2)
- 1999: Patrzę na ciebie, Marysiu jako inspektor
- 1999: Na plebanii w Wyszkowie 1920 jako żołnierz Armii Czerwonej
- 1999–2001: Miodowe lata jako Zenon Kluczny
- 1999: Kiler-ów 2-óch jako dyrektor banku na odsłonięciu obelisku ku czci Jurka Kilera
- 2000: Sukces jako Rębosz, administrator „Romanówki” – pałacyku Kramera
- 2000: Izabela jako hydraulik Henio (odc. 1)
- 2000: Graczykowie jako sanitariusz (odc. 32)
- 2000: Dom jako mężczyzna załatwiający nową karoserię u Krzyśka Talara (odc. 23)
- 2000–2001: Miasteczko jako kierowca Antoni
- 2001: Wiedźmin jako wójt
- 2001: Pieniądze to nie wszystko jako Bogumił Maślanka
- 2001: Graczykowie, czyli Buła i spóła jako nadinspektor Niski (odc. 6)
- 2002: Wiedźmin jako wójt (odc. 4)
- 2002: Superprodukcja jako kapitan Bergman, oficer Agencji Bezpieczeństwa Wewnętrznego
- 2002: Sfora jako Górko, menel wynajęty przez sforę (odc. 8)
- 2002: Kariera Nikosia Dyzmy jako dyrektor cukrowni
- 2002: Graczykowie, czyli Buła i spóła jako Kazio Matoga (odc. 37)
- 2002: Sfora: Bez litości jako Górko, menel wynajęty przez sforę
- 2003: Stara baśń. Kiedy słońce było bogiem jako Bumir
- 2003, 2005–2009: Plebania jako Stefan Martyniuk
- 2003: Na dobre i na złe jako majster (odc. 131 i 145)
- 2003: Kasia i Tomek jako chłop (Seria II/odc. 20)
- 2003: Kasia i Tomek jako taksówkarz (Seria II/odc. 26; tylko głos)
- 2003–2004: Męskie-żeńskie jako dozorca Konrad Mazuś
- 2003: Na Wspólnej jako kolega Włodka
- 2004: Stara baśń jako Bumir
- 2004: Ono jako gość weselny
- 2004: Ławeczka jako Stefan, kapitan „Dziewanny”
- 2004: Dziupla Cezara jako menel (odc. 1)
- 2004–2006: Bulionerzy jako kontroler Józef Wawrzyniak
- 2005: Skazany na bluesa jako sierżant WSW
- 2005: PitBull jako magazynier w komendzie (odc. 3)
- 2005: Kryminalni jako starszy aspirant Bieniek (odc. 20)
- 2005: Boża podszewka II jako wieśniak (odc. 2)
- 2006–2009, 2011–2016: Ranczo jako Maciej Solejuk
- 2007: Twarzą w twarz jako lekarz więzienny (odc. 2 i 4)
- 2007: Ryś jako Kutyna, strażnik w banku
- 2007: Ranczo Wilkowyje jako Solejuk
- 2007: Odwróceni jako komisarz Janik (odc. 6)
- 2007: Mamuśki jako ojciec Marzenki (odc. 7)
- 2007: Halo Hans! jako profesor von Oppeln (odc. 13)
- 2009: Sprawiedliwi jako Piątek, dozorca kamienicy Kaliskich (odc. 1 i 2)
- 2009: Przeznaczenie jako Henryk Balicki (odc. 13)
- 2011: Śluby rycerskie jako Litwin
- 2011: Komisarz Rozen jako Derengowski
- 2016: Ojciec Mateusz jako Zenon Bronisz, ojciec Kazika i Staszka (odc. 208)
- 2017: Ucho Prezesa jako Jan, były minister środowiska (odc. 10 i 33)
- 2017: Sztuka kochania jako stolarz
- 2018: Plan B jako taksówkarz
- 2018: 1983 jako operator koparki (odc. 7)
- 2019: Gabinet numer 5 jako Edward Żyłka, dyrektor przychodni
- 2024: Gang Zielonej Rękawiczki jako Staszek
- Od 2025: Lombard. Życie pod zastaw jako Nikodem Moczynos

## Polski dubbing
- 2017: Auta 3 – Marian
- 2012: Merida Waleczna – Lord MacGuffin
- 2011: Auta 2 – Marian
- 2010: Królik Bugs: Zakręcona opowieść wigilijna – Kurak
- 2010: Królik Bugs: Zakochany i zwariowany – Kurak
- 2009: Dzieci Ireny Sendlerowej – Piotr
- 2009: Kot w butach – jeden z wieśniaków
- 2009: Ben-Hur – Marius
- 2008: Speed Racer
- 2007: Wojownicze Żółwie Ninja
- 2007: Ratatuj – Larousse
- 2006: Auta – Marian
- 2006: Yu-Gi-Oh! – Bandyta Keith
- 2005: Garbi: super bryka – Kierowca
- 2005: Inspektor Gadżet: Misja specjalna
- 2003: Looney Tunes znowu w akcji – Kurak Leghorn
- 2002: Król Artur i rycerze Okrągłego Stołu – Król Artur
- 2000: Ratunku, jestem rybką! – Rekin
- 2000: Planescape: Torment – Bezimienny
- 1999: Król sokołów
- 1997: Pokémon
- 1996: Kosmiczny mecz – Kurak Leghorn
- 1995: Carrotblanca
- 1987–1990: Kacze opowieści
- 1985: 13 demonów Scooby Doo
- 1983: Kaczor Daffy: Fantastyczna wyspa – Kurak
- 1973: Przygody rabina Jakuba
- 1972–1973: Nowy Scooby Doo
- 1967: Księga dżungli – słoń Slob
- 1963: Miecz w kamieniu (nowa wersja dubbingu) – Hector